# Claudio Ferrarese
Claudio Ferrarese (Verona, 7 settembre 1978) è un dirigente sportivo ed ex calciatore italiano, di ruolo centrocampista, direttore sportivo della Lucchese.

## Carriera

### Club
Comincia la sua carriera nelle giovanili della Virtus Vecomp Verona e dell'Hellas Verona dove debutta nel 1995, in Serie B. Nella stagione successiva esordisce anche in Serie A, subentrando ad Alessandro Manetti nel corso di Verona-Piacenza 0-0 del 16 marzo 1997. A Verona resta per altre due stagioni, intervallate da un prestito alla Pistoiese con cui disputa da titolare il campionato di Serie B 1999-2000 conquistando la salvezza dopo lo spareggio con il Cesena. Tornato a Verona nel 2000, gioca 2 partite nel campionato di Serie A 2000-2001 prima di essere ceduto in prestito al Cittadella nel gennaio 2001. Con la squadra patavina gioca per una stagione e mezza, collezionando 45 presenze e con 5 reti.
Nel 2002 il Cittadella lo riscatta dal Verona e lo cede al Napoli, sempre in Serie B. In Campania trova poco spazio e con l'arrivo di Franco Scoglio finisce fuori rosa, e a gennaio viene ceduto in prestito al Piacenza in cambio di Dario Marcolin. In Emilia ritrova la Serie A giocando 18 volte con 2 gol, ma non riesce ad evitare la retrocessione della formazione piacentina.
Rientrato a Napoli, cambia squadra ogni anno: nel 2003 passa alla Ternana e l'anno successivo viene ceduto alla Salernitana. A Salerno gioca da titolare mettendo a segno 4 reti in 35 partite, e dopo il fallimento della società granata viene acquistato dal Cagliari, su richiesta dell'allenatore Attilio Tesser. In seguito all'esonero di Tesser, Ferrarese finisce ai margini della rosa (3 presenze in tutto), e a gennaio viene ceduto al Torino. Rimane in Piemonte fino al gennaio dell'anno successivo, quando torna al Verona, con cui retrocede in Serie C1.
Nelle stagioni successive gioca con la Cremonese e da novembre 2009 gioca nello Spezia in Seconda Divisione. A dicembre 2011 firma per il Trento, in Eccellenza trentina, con cui conquista la promozione in Serie D; riconfermato per la stagione 2012-2013, diventa capitano della formazione gialloblu. Nel dicembre 2012, a seguito di contrasti con la dirigenza, si trasferisce alla Sambonifacese, formazione veneta sempre di Serie D, e nella stagione successiva rimane nella stessa categoria con la Fersina Perginese. Vi resta per pochi mesi, prima di trasferirsi alla Virtus Vecomp Verona, con cui disputa il campionato di Serie D 2014-2015.
Nel luglio 2015 fa ritorno al Trento, nel campionato di Promozione trentina. Con i gialloblu ottiene una doppia promozione, vincendo il campionato di Promozione e quello successivo di Eccellenza, e quindi annuncia il suo ritiro dal calcio giocato.
In totale vanta 27 presenze e 2 gol in Serie A (compresi due spareggi), 239 e 15 gol in Serie B e 47 presenze in Terza Serie.

### Dirigente
Nel giugno 2017 accetta l'incarico di direttivo sportivo del Levico Terme, società trentina militante nel campionato di Serie D. Per la stagione 20-21 si accasa in qualità di direttore sportivo alla formazione neopromossa in serie D del Sona Calcio, provincia di Verona. A Febbraio 2021 lascia l'incarico di comune accordo con la dirigenza con la squadra piazzata a metà classifica. Per la stagione 21/22 scende in Eccellenza tra le file del Vigasio, società veronese, nel ruolo di direttore sportivo. Confermato per la stagione successiva, viene poi sollevato dall'incarico nel mese di Ottobre. Nell'estte 2023 viene assunto dalla Lucchese come responsabile dell'area scouting,e nell'estate del 2024 viene promosso al ruolo di direttore sportivo.

### Nazionale
Ha giocato con le Nazionali giovanili italiane Under-17 e Under-18.

## Palmarès

### Club

#### Competizioni nazionali
- Serie B: 1

Verona: 1998-1999

#### Competizioni regionali
- Promozione: 1

Trento: 2015-2016
- Eccellenza: 1

Trento: 2016-2017